# アカハネジネズミ
アカハネジネズミ（Elephantulus rufescens）は、哺乳綱ハネジネズミ目ハネジネズミ科に属するハネジネズミの一種。アフリカ大陸に生息する。

## 分布
アフリカ東部（ウガンダ、エチオピア、ケニア、ソマリア、タンザニア、南スーダン）

## 形態
体長約12cm、体重約50 - 60g。吻部は長く尖っている。舌は粘着性で、シロアリなどを舐めとるのに適している。動きは敏捷。体毛は灰色あるいは茶色。眼の周囲及び四肢、腹部は白。

## 生態
生息地は乾いた森林あるいはサバンナ。単独あるいはつがいで縄張りを形成する。地上棲で巣穴を掘らないが、採食及び逃走用の通路を作り、整備している。長い吻で落ち葉の舌などを探り、シロアリなど節足動物を捕食する。また、果実や葉などの植物質も食べる。